# Символи Латвії
Національні символи Латвії — символи, які представляють і характеризують Латвію.

## Офіційні
| Тип    | Символ        | Зображення    |
| ------ | ------------- | ------------- |
| Прапор | Прапор Латвії | Прапор Латвії |
| Герб   | Герб Латвії   | Герб Латвії   |
| Гімн   | Гімн Латвії   |               |

## Традиційні
| Тип                  | Символ              | Зображення          |
| -------------------- | ------------------- | ------------------- |
| Національний птах    | Плиска біла         | Плиска біла         |
| Національна комаха   | Сонечко двокрапкове | Сонечко двокрапкове |
| Національна квітка   | Королиця звичайна   | Королиця звичайна   |
| Національне дерево   | Дуб черешчатий      | Дуб                 |
| Національне дерево   | Липа серцелиста     | Липа                |
| Національний мінерал | Бурштин             | Бурштин             |

### Інше
| Тип                      | Символ                  | Зображення |
| ------------------------ | ----------------------- | ---------- |
| Традиційне свято         | Янів день               |            |
| Найбільша річка          | Даугава                 |            |
| Символ незалежної Латвії | Монумент Свободи в Ризі |            |